# Zbunin
Zbunin (biał. Збунін; ros. Збунин) – wieś na Białorusi, w obwodzie brzeskim, w rejonie brzeskim, w sielsowiecie Znamienka, w pobliżu granicy z Polską.
Zbunin leży jest przy drodze republikańskiej R94. W pobliżu znajduje się przystanek kolejowy Zbunin, położony na linii Brześć - Włodawa.

## Historia
W dwudziestoleciu międzywojennym leżał w Polsce, w województwie poleskim, w powiecie brzeskim, w gminie Miedna. Wieś zlokalizowana była wówczas nad Bugiem, ok. 1 km na zachód od współczesnej lokalizacji.
Po II wojnie światowej w granicach Związku Sowieckiego. Od 1991 w niepodległej Białorusi.
W miejscowości znajdowała się drewniana cerkiew prawosławna pw. św. Mikołaja, która nie zachowała się do naszych czasów.